# Villars-Colmars
Villars-Colmars – miejscowość i gmina we Francji, w regionie Prowansja-Alpy-Lazurowe Wybrzeże, w departamencie Alpy Górnej Prowansji.

## Demografia
Według danych na rok 1990 gminę zamieszkiwały 203 osoby, a gęstość zaludnienia wynosiła 5 osób/km². W styczniu 2015 r. Villars-Colmars zamieszkiwały 262 osoby, przy gęstości zaludnienia wynoszącej 6,5 osób/km².